# ریدیاتس
ریدیاتس (به مجاری:  Rigyác) یک منطقهٔ مسکونی در مجارستان است که در زالا واقع شده‌است.